# Leye
Leye (en chino, 乐业县; pinyin, Lèyè xiàn) es un condado bajo la administración directa de la Prefectura Baise en la Región autónoma de Guangxi, República Popular China. Su área es de 2633 km² y su población total para 2020 superó los 140 mil habitantes.

## Administración
El condado de Leye se divide en 8 pueblos que se administran en 4 poblados y 4 villas. 